# مایکل دوسک
مایکل دوسک (انگلیسی: Michael Dusek؛ زادهٔ ۱۰ نوامبر ۱۹۵۸) بازیکن فوتبال اهل آلمان است.
از باشگاه‌هایی که در آن بازی کرده‌است می‌توان به باشگاه فوتبال کایزرسلاوترن اشاره کرد.